# STS-104
STS-104 e сто и петата мисия на НАСА по програмата Спейс шатъл, двадесет и четвърти полет на совалката Атлантис и десети полет на совалка към МКС.

## Екипаж
| Пост                    | Астронавт                                 |
| ----------------------- | ----------------------------------------- |
| Командир                | Стивън Линдзи трети космически полет      |
| Пилот                   | Чарлс Хобо първи космически полет         |
| Специалист на мисията 1 | Майкъл Гернхарт четвърти космически полет |
| Специалист на мисията 2 | Джеймс Райли втори космически полет       |
| Специалист на мисията 3 | Джанет Каванди трети космически полет     |

- Броят на полетите е преди и включително тази мисия.

## Полетът
Най-важната задача на този полет е доставка и монтаж на шлюзовата камера Куест.
На 15 юли 2001 г. тя е скачена за десния скачващ възел на модула Юнити.
Без този елемент на МКС, руските космонавти са можели да излизат само от модула Звезда, а американските астронавти, само когато има скачена совалка със станцията. След скачването на 16 септември 2001 г. на отсека за скачване „Пирс“, руските космонавти могат да излизат в открития космос и от този компонент.
С тази част от оборудването, втората фаза от строителството на МКС е завършена. Совалката „Атлантис“ е скачена с нея 8 дни, извършени са 3 излизания в открития космос.

## Параметри на мисията
- Маса:
  - При старта: 117 129 кг
  - При кацането: 94 009 кг
  - Полезен товар: 8241 кг
- Перигей: 372 км
- Апогей: 390 км
- Инклинация: 51,6°
- Орбитален период: 92.2 мин

### Космически разходки
| № | Участници                      | Начало                | Край                  | Продължителност  | Задачи                                                                         |
| - | ------------------------------ | --------------------- | --------------------- | ---------------- | ------------------------------------------------------------------------------ |
| 1 | Майкъл Гернхарт и Джеймс Райли | 15 юли 2002 03:10 UTC | 15 юли 2002 09:09 UTC | 5 часа 59 минути | Прехвърляне (с Канадарм2) и монтаж на шлюзовата камера Куест) на модула Юнити. |
| 2 | Майкъл Гернхарт и Джеймс Райли | 18 юли 2002 03:04 UTC | 18 юли 2002 09:29 UTC | 6 часа 29 минути | Монтаж на 3 газови балона в шлюзовата камера                                   |
| 3 | Майкъл Гернхарт и Джеймс Райли | 21 юли 2002 04:35 UTC | 21 юли 2002 08:37 UTC | 4 часа 2 минути  | Монтаж на последния 4 балон. Изпитания                                         |

## Галерия
- Совалката, скачена към модула Дестини.
- Поглед към полезния товар на совалката.